# Селивановцы (Гродненский район)
Селивановцы (бел. Селіва́наўцы) — деревня в Гродненском районе Гродненской области Беларуси. В составе Сопоцкинского сельсовета.

## География
Пролегают дороги Н6035, Н6542.
Ближайшие населённые пункты Беличаны, Войтовцы и др.

### Гидрография
Река Сильва.

## История
В 1940—1959 годах центр Селивановецкого сельсовета. До 2002 года деревня входила в состав Лойковского сельсовета.

## Население

### Численность
- 2019 год — 69 жителей

### Динамика
- 1999 год — 102 жителей (перепись населения)
- 2009 год — 72 жителей (перепись населения)[4]
- 2019 год — 69 жителей (перепись населения)

## Достопримечательность
- Костёл Преображения Господнего (1899)[5] —  Историко-культурная ценность Республики Беларусь, шифр 413В000213. Римско-католический храм. Памятник архитектуры неоклассицизма.